# Relación de cobertura

El diagrama de Hasse del conjunto potencia de tres elementos, parcialmente ordenado mediante la inclusión.

En matemática, especialmente la teoría del orden, una relación de cobertura es una relación binaria que asocia dos elementos comparables en un conjunto parcialmente ordenado si ellos son vecinos inmediatos. Esta relación es comúnmente usada para expresar gráficamente ordenamientos parciales mediante el diagrama de Hasse.

## Definición
Sean x e y elementos de un conjunto parcialmente ordenado P. Entonces, se dice que:
| y cubre x, lo que se escribe x <: y, si x < y, pero no existe un elemento z tal que x < z < y. |

Equivalentemente, y cubre x si el intervalo [x, y] es el conjunto de dos elementos consistente de x e y.

## Ejemplos
- En un conjunto finito linealmente ordenado 1,… n, i + 1 cubre i para todo i entre 1 y n - 1 (y no hay otras relaciones de cobertura).

- En un álgebra de Boole del conjunto potencia de un conjunto S, un subconjunto B de S cubre un subconjunto A de S si y sólo si B es obtenido de A añadiendo un elemento que no pertenece a A.

- El retículo de Young, formado por las particiones de todos los enteros no negativos, una partición λ cubre una partición μ si y sólo si el diagrama de Young de λ es obtenido desde el diagrama de Young de μ añadiendo una célula adicional.

- El diagrama de Hasse que representa la relación de cobertura de un retículo Tamari es el n-esqueleto de un asociahedro.

- La relación de cobertura de cualquier retículo distributivo forma un grafo mediano.

## Propiedades
- Si un conjunto parcialmente ordenado es finito, su relación de cobertura es la reducción transitiva de la relación de orden parcial. Tales conjuntos parcialmente ordenados son completamente descritos mediante diagramas de Hasse. Por otro lado, en un orden denso, como el de los números racionales bajo la ordenación estándar, no hay elementos que cubran a otros.